# Manfred Winkelhock
Manfred Winkelhock, né le 6 octobre 1951 à Waiblingen (Allemagne) et mort en course le 12 août 1985 à Toronto (Canada), est un pilote automobile allemand.

## Biographie

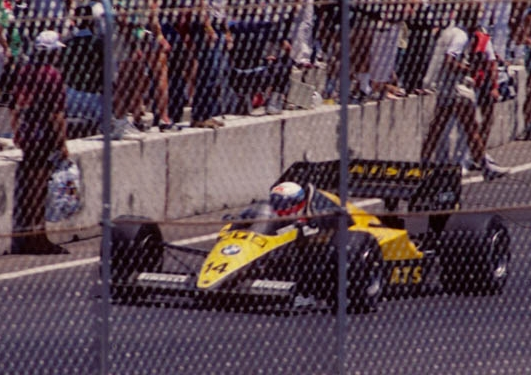
Manfred Winkelhock sur ATS D7 à Dallas en 1984

Pilote dont la brève carrière en Formule 1 est indissociable de la marque BMW, Manfred Winkelhock a piloté en Grand Prix de 1982 à 1985, notamment pour l'écurie ATS. Il a également piloté une course pour l'équipe Brabham fin 1984. Son meilleur résultat en carrière reste sa cinquième place au Grand Prix du Brésil 1982.
Menant parallèlement à la Formule 1 une belle carrière en Endurance, Manfred Winkelhock a trouvé la mort à l'occasion des 1 000 km de Mosport, au volant de son proto Porsche.
Après sa mort, le nom de Winkelhock a continué à apparaître sur les circuits. Le frère cadet de Manfred, Joachim Winkelhock, après avoir lui aussi tenté sa chance en Formule 1 en 1989 a connu une fructueuse carrière en Endurance et en Tourisme, et a notamment remporté les 24 heures du Mans en 1999. Le fils de Manfred, Markus Winkelhock, est quant à lui l'un des pilotes essayeurs de l'écurie Spyker et a fait ses débuts en Grand Prix à l'occasion du GP d'Europe 2007 au Nürburgring.

## Résultats en championnat du monde de Formule 1
| Saison | Écurie                        | Châssis | Moteur                | Pneus            | GP disputés | Points | Classement |
| ------ | ----------------------------- | ------- | --------------------- | ---------------- | ----------- | ------ | ---------- |
| 1980   | Warsteiner Arrows Racing Team | A3      | Ford V8               | Goodyear         | 0           | 0      | n.c.       |
| 1982   | Team ATS                      | D5      | Ford V8               | Goodyear         | 13          | 2      | 22e        |
| 1983   | Team ATS                      | D6      | BMW 4 en ligne turbo  | Goodyear         | 14          | 0      | n.c.       |
| 1984   | Team ATS MRD International    | D7 BT53 | BMW 4 en ligne turbo  | Pirelli Michelin | 12          | 0      | n.c.       |
| 1985   | Skoal Bandit Formula 1 Team   | RAM 03  | Hart 4 en ligne turbo | Pirelli          | 8           | 0      | n.c.       |

## Résultats aux 24 heures du Mans
| Année | Écurie        | Châssis   | Coéquipiers                 | Catégories | Tours | Classement |
| ----- | ------------- | --------- | --------------------------- | ---------- | ----- | ---------- |
| 1979  | Hervé Poulain | BMW M1    | Hervé Poulain Marcel Mignot | IMSA       | 284   | 6e         |
| 1980  | March Racing  | BMW M1    | Mike Korten Patrick Nève    | IMSA       | 47    | Abandon    |
| 1981  | Ford Werke AG | Ford C100 | Klaus Niedzwiedz            | Groupe C   | 71    | Abandon    |
| 1982  | Ford Werke AG | Ford C100 | Klaus Ludwig Marc Surer     | Groupe C   | 67    | Abandon    |